# Taktische Kennzeichen für Luftfahrzeuge der Bundeswehr

Das Eiserne Kreuz, Hoheitszeichen der Luftfahrzeuge der Bundeswehr.

Die taktischen Kennzeichen für Luftfahrzeuge der Bundeswehr dienen zur Einordnung der verschiedenen Luftfahrzeuge der Bundeswehr sowie als Luftfahrzeugkennzeichen. Alle Luftfahrzeuge, bemannte und unbemannte, sind mit einem taktischen Kennzeichen versehen. Ausgenommen sind Fluggeräte mit einem Gewicht von weniger als 20 Kilogramm. Das Kennzeichen setzt sich zusammen aus einer führenden zweistelligen Zahl, die einem Flugzeugmuster zugewiesen wird, gefolgt vom Eisernen Kreuz sowie einer weiteren zweistelligen Zahl. Flugzeugmustern, die in einer Stückzahl größer 100 Flugzeuge eingesetzt werden, sind mehr als eine führende Ziffernfolge zugewiesen.

## Aktuelle Zuweisungen

### Flugzeuge
- 10+01 bis 10+03: Airbus A350-900 (Maschine 10+02 wurde als letzte A350 am 16. März 2023 an die Bundeswehr für den aktiven Dienst übergeben)[1][2][3]
- 14+02 bis 14+08: Bombardier Global 5000/6000[4]
- 15+01 bis 15+03: Airbus A319CJ (letzterer für "Open Skies"-Missionen)
- 15+04: Airbus A321
- 15+10 und 15+11: Airbus A321LR[5][6]
- 30+01 bis 31+xx: Eurofighter Typhoon
- 43+01 bis 46+22: IDS Panavia Tornado
- 46+23 bis 46+57: ECR Panavia Tornado
- 54+01 bis 54+xx: Airbus A400M
- 55+01 bis 55+03: Lockheed C-130J-30 Super Hercules[7][8][9]
- 55+04 bis 55+06  Lockheed KC-130J[10]
- 57+04 bis 57+05: Dornier Do-228 NG (früher auch 57+01 bis 57+03, mittlerweile ausgemustert)
- 60+01 bis 60+08: Lockheed P-3C Orion
- 63+01 bis 63+05: Boeing P-8A Poseidon (Zulauf ab 2025 geplant)[11]

### Hubschrauber
- 74+01 bis 74+70: Eurocopter Tiger
- 75+01 bis ?: Airbus H145M[12]
- 76+01 bis 76+15: Airbus H145M LUH SOF (für Spezialkräfte)
- 77+01 bis 77+08: Airbus H145 LUH SAR
- 78+01 bis 78+40, 79+01 bis 79+42: NH90 TTH (Heeresflieger; die ursprüngliche Luftwaffenvariante erhielt die 79er Nummernreihe)
- 79+50 bis 79+68: NH90 NTH Sea Lion (Marineflieger)
- 82+01 bis 82+03: Aérospatiale AS 352 Cougar (VIP Hubschrauber)
- 82+51 bis 82+65: Eurocopter EC 135 (Ausbildungshubschrauber)
- 83+01 bis 83+26: Westland Sea Lynx Mk.88 (als Bordhubschrauber bei den Marinefliegern)
- 84+01 bis 85+12: Sikorsky CH-53

### Unbemannte Luftfahrzeuge
- 90+xx und 91+xx: EMT Luna
- 92+xx: Heron TP[13]
- 93+xx: Rheinmetall KZO

### Sonstiges
- 98+01 bis 99+99: Freigehalten für Luftfahrzeuge der WTD61 (Prototypen usw.)

## Ehemalige Kennzeichenfolgen
Vor 1968 waren die Kennzeichen nach einem alphanumerischen System (mit zwei Buchstaben und drei Ziffern) geordnet und wurden auf individuellen Flugzeugen meist mehrfach geändert.
Seit dem 1. Januar 1968 besteht das Kennzeichen – wie in der Einleitung beschrieben – aus vier Ziffern und bleibt fest mit dem Flugzeug verbunden. In dem 1968 umgestellten Kennzeichensystem waren früher auch andere als die derzeit geflogenen Flugzeugtypen enthalten.
Die untenstehende Tabelle spiegelt jedoch nicht in allen Fällen die Gesamtzahl der insgesamt betriebenen Maschinen des jeweiligen Typs wider, sondern nur die zum Stichtag der Umstellung noch vorhandenen. So waren beispielsweise von den 428 seit 1957 gelieferten Do 27 im Januar 1968 nur noch 265 im Einsatz, um die neuen Kennzeichen erhalten zu können.
Bei mehrfach vergebenen Kennzeichenreihen werden in diesem Abschnitt zusätzlich die Einsatzzeiträume erwähnt.

### Übergangs- und Sonderkennzeichen
- 00+01 bis 00+03: English Electric Canberra (1966–1993)
- 01+01 bis 01+13: Canadair F-86E Sabre 6 (1958–1967)

### Passagierflugzeuge, VIP-Flugzeuge,Flugbereitschaft BMVg
- 10+01 bis 10+04: Boeing 707 (1968–1999)
- 10+21 bis 10+27: Airbus A310 (1998–2022)[17][18][19][20]
- 11+01 bis 11+03: Lockheed JetStar (1962–1986)
- 11+01 bis 11+02: Tupolew Tu-154 (1990–1997)
- 11+11 bis 11+13: Tupolew Tu-134 (1990–19…?)
- 11+20 bis 11+22: Iljuschin Il-62 (1990–19…?)
- 12+01 bis 12+06: Convair CV-440 (1959–1974)
- 12+01 bis 12+07: Canadair Challenger 601 (1986–2011)
- 13+01 bis 13+04: Douglas DC-6 (1962–1969)
- 14+01 bis 14+11: Douglas DC-3 (1957–1976)
- 14+01: Bombardier Global 5000 (2011–2019)[21]
- 15+01: Dornier Do 28A (1961–19…?)
- 16+01 bis 16+08: HFB 320 (1976–1988)
- 16+01 und 16+02: Airbus A340-300 (die Maschinen Konrad Adenauer und Theodor Heuss wurden im September und Oktober 2023 durch die A350 ersetzt)[22]
- 16+21 bis 16+28: HFB 320 ECM
- 17+01 bis 17+02: Boeing 737-159 (bestellt, aber nicht übernommen)
- 17+01 bis 17+03: VFW 614 (1977–1998)

### Kampfflugzeuge
- 20+01 bis 26+37: Lockheed F-104G/RF-104G „Starfighter“
- 20+01 bis 20+63: Mikojan-Gurewitsch MiG-23 (1990 von den LSK der NVA übernommen, aber nicht genutzt)
- 22+01 bis 24+53: Mikojan-Gurewitsch MiG-21 (1990 von den LSK der NVA übernommen, aber nicht genutzt)
- 25+01 bis 25+54: Suchoi Su-22 (1990 von den LSK der NVA übernommen, aber nicht genutzt)
- 26+41 bis 26+90: Lockheed F-104G „Starfighter“
- 27+01 bis 28+35: Lockheed TF-104G „Starfighter“ (1963–1989)
- 28+01 bis 28+52: Aero L-39 Albatros (1990 von den LSK der NVA übernommen, aber nicht genutzt)
- 29+01 bis 29+21: Lockheed F-104F „Starfighter“ (1960–1971)
- 29+01 bis 29+21: Mikojan-Gurewitsch MiG-29G (1990–2004)
- 29+22 bis 29+25: Mikojan-Gurewitsch MiG-29GT (1990–2004)
- 30+01 bis 33+23: Fiat G.91R/3 (1960–1982)
- 34+01 bis 34+62: Fiat G.91T/1
- 35+01 bis 35+88: McDonnell RF-4E Phantom II
- 37+01 bis 38+75: McDonnell F-4F Phantom II
- 40+01 bis 41+75: Alpha Jet

### Transportflugzeuge
- 50+01 bis 51+15: C-160 Transall (1968–2021)[23]
- 52+01 bis 53+57: Nord Noratlas (1956–1971)
- 52+01 bis 52+12: Antonow An-26 (1990–1994)

### Verbindungsflugzeuge
- 53+01 bis 53+12: Let L-410 (1990–2000)
- 54+01 bis 54+29: Percival Pembroke (1957–1975)
- 54+01 bis 54+18: Antonow An-2 (1990 von den LSK der NVA übernommen, aber nicht genutzt)
- 55+01 bis 57+65: Dornier Do 27
- 57+01 bis 57+03: Dornier Do-228 NG (heute aktiv auch 57+04 bis 57+05)
- 58+01 bis 59+25: Dornier Do 28D Skyservant

### Marineflugzeuge
- 60+01 bis 60+08: Grumman HU-16 Albatross (1959–1971)
- 61+01 bis 61+20: Breguet BR-1150 Atlantic (1963–2010)

### Hubschrauber
- 70+01 bis 73+84: Bell UH-1D (1968–2020)
- 74+01 bis 74+38: Bell (Agusta) 47 (1957–1974)
- 75+01 bis 77+24: Aérospatiale SA-315 Alouette II (1959–2006)
- 77+25 bis 77+78: Aérospatiale SA-318C Alouette Astazou
- 78+01 bis 78+37: Bristol Sycamore (1957–1969)
- 80+01 bis 81+11: Sikorsky S-58/H-34
- 82+04 bis 82+05: Sikorsky S-58/H-34
- 83+01 bis 83+32: Boeing Vertol H-21C/Boeing Vertol V-44B (1957–1971)
- 86+01 bis 88+12: Bölkow Bo 105 (1979–2016)
- 89+50 bis 89+71: Westland Sea King Mk.41 (1975–2024)[24]

### Schulflugzeuge; ab 1990: von denLSKder NVA übernommene Hubschrauber
- 90+01 bis 92+27: Piaggio P.149D (1957–1990)
- 93+01 bis 93+26: Fouga Magister (1957–1969)
- 93+01 bis 93+98: Mil Mi-8/Mi-9 (1990–1997)
- 94+01 bis 95+26: Lockheed T-33 (1956–1976)
- 94+01 bis 94+24: Mil Mi-8/Mi-9 (1990–1997)
- 94+50 bis 94+73: Mil Mi-2 (1990–1992)
- 94+80 bis 94+83: Mil Mi-2 (1990–1992)
- 95+01 bis 95+12, 95+14 und 95+15: Mil Mi-14 (1990–1991)
- 96+01 bis 96+34: Piper PA-18 Super Cub (1956–1965)
- 96+01 bis 96+32, 96+40 bis 96+51: Mil Mi-24 (1990–1993)
- 97+01 bis 97+21: Pützer Elster B (1960–1978)
- 98+31 bis 98+34: Mil Mi-24 (1990–1993)

### Sonstige
- 96+xx und 97+xx: Canadair CL-289 (1990–2009)
- 99+01: EuroHawk (ab Oktober 2011)
- 99+16 bis 99+33: Rockwell OV-10 Bronco (1969–1990)